# Benny Feilhaber
Benny Feilhaber (Rio de Janeiro, 1985. január 19. –) egy osztrák zsidó családból származó, Brazíliában született amerikai labdarúgó, jelenleg az amerikai Colorado Rapids és a válogatott középpályása.

## Pályafutása

### A kezdetek
Feilhaber 6 éves volt, amikor a család úgy döntött, hogy Brazíliából átköltözik az Egyesült Államokba. Az iskolai csapatokban kitűnt a többiek közül tudásával. Ifi éveit a Californiai Egyetem csapatában, az UCLA Bruinsban töltötte. Második itteni évében (2005) behívták az U20-as amerikai válogatottba a korosztályos vb idejére.

### Hamburger SV
Feilhaber felhívta magára az európai csapatok, így a Hamburger SV figyelmét is. A németek le is igazolták 2005 júliusában. A 2005/06-os szezonban csak a Hamburg tartalékai között játszhatott.
2006 októberében aztán bemutatkozhatott a Bundesligában egy Schalke 04 elleni meccsen. 2007 nyarán úgy döntött, hogy elhagyja a HSV-t.

### Derby County
Feilhaber a Premier League-be akkor feljutó Derby County ajánlatát fogadta el. A Kosoknál 2007 szeptemberében mutatkozhatott be a Newcastle United ellen. Az edzőváltás után a csapat új menedzsere, Paul Jewell kijelentette, hogy hajlandó eladni Feilhabert a megfelelő áron, később mégis elutasította a Maccabi Tel Aviv ajánlatát. Elképzelhető, hogy a középpályás visszatér az Egyesült Államokba.

## Válogatott
Feilhabert 2005 novemberében és 2006 márciusában is behívták az amerikai válogatott-ba, de végül nem került be a csapatba.
Az osztrák válogatott szövetségi kapitánya szerette volna, ha a játékos az ő csapatát erősíti, de ő visszautasította az ajánlatot, mondván, hogy ő inkább az amerikaiakat segítené.
A válogatottban Feilhaber először Ecuador ellen kapott lehetőséget 2007. március 25-én. Első gólját Kína ellen szerezte.